# Arthur Wing Pinero

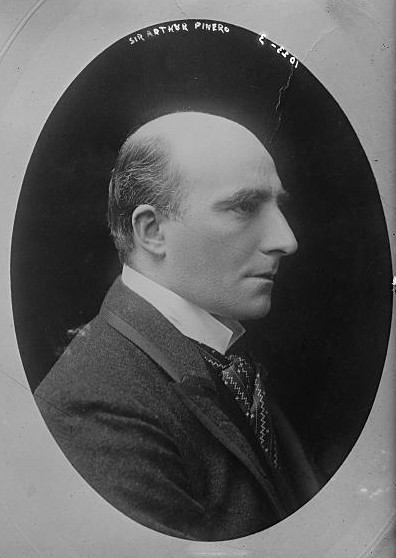
Arthur Wing Pinero

Sir Arthur Wing Pinero (* 24. Mai 1855 in London; † 23. November 1934 ebenda) war ein britischer Dramatiker und Theaterschauspieler.

## Leben
Pinero folgte zunächst seinem portugiesisch-stämmigen Vater John Daniel Pinero, einem jüdischen Anwalt, und begann ein Jurastudium. Dieses brach er allerdings ab und begann 1874 ein Engagement bei der R.H. Wyndham's Company am Königlichen Theater in Edinburgh. Nachdem er auch in Liverpool auf der Bühne stand, kehrte er 1876 nach London zurück. Erst spielte er dort am Globe Theatre, schloss sich dann aber dem Ensemble des Lyceum Theatre an. Kurze Zeit später verfasste er seine ersten Stücke. Vor allem seine Komödien machten den überaus produktiven Pinero berühmt. 1909 wurde er zum Knight Bachelor geschlagen.
Seine Romanze The Enchanted Cottage wurde mehrmals verfilmt.

## Werke (Auswahl)
- The Squire (1881)
- The Magistrate (1885)
- The Schoolmistress (1886)
- Dandy Dick (1887)
- Sweet Lavender (1888)
- The Second Mrs. Tanqueray (1893)
- The Notorious Mrs. Ebbsmith (1895)
- Trelawny of the Wells (1898)
- The Gay Lord Quex (1899)
- Iris (1901)
- Mid-Channel (1909)
- The Enchanted Cottage (1923)

## Verfilmungen
- 1917: The Gay Lord Quex, Regie: Maurice Elvey
- 1919: The Gay Lord Quex, Regie: Harry Beaumont
- 1945: Mit den Augen der Liebe (The Enchanted Cottage)
- 1952: The second Mrs. Tanqueray